# Riksdagshuset
Le palais de la Diète nationale de Suède (suédois : Riksdagshuset), est le siège du Parlement suédois (Riksdag). Il est situé sur l'îlot Helgeandsholmen dans le centre historique de Stockholm. Il a été construit dans les années 1897-1905 sur des plans de l'architecte Aron Johansson (sv).

## Contexte
Le siège du parlement est composé de deux bâtiments distincts, séparés par la rue Riksgatan. Toutefois, les portes monumentales qui surplombent la rue dans le prolongement des façades donnent une illusion de continuité entre les deux constructions. À l'origine, seul le bâtiment situé à l'est de la rue Riksgatan est occupé par le parlement, tandis que le bâtiment ouest est le siège de la banque centrale. Lorsqu'en 1971, la Suède abandonne le bicamérisme, le bâtiment occupé par la banque centrale est réaménagé pour abriter le nouvel hémicycle. Pendant les travaux, le parlement siège provisoirement dans la toute récente maison de la culture de la place Sergels torg.

## Construction

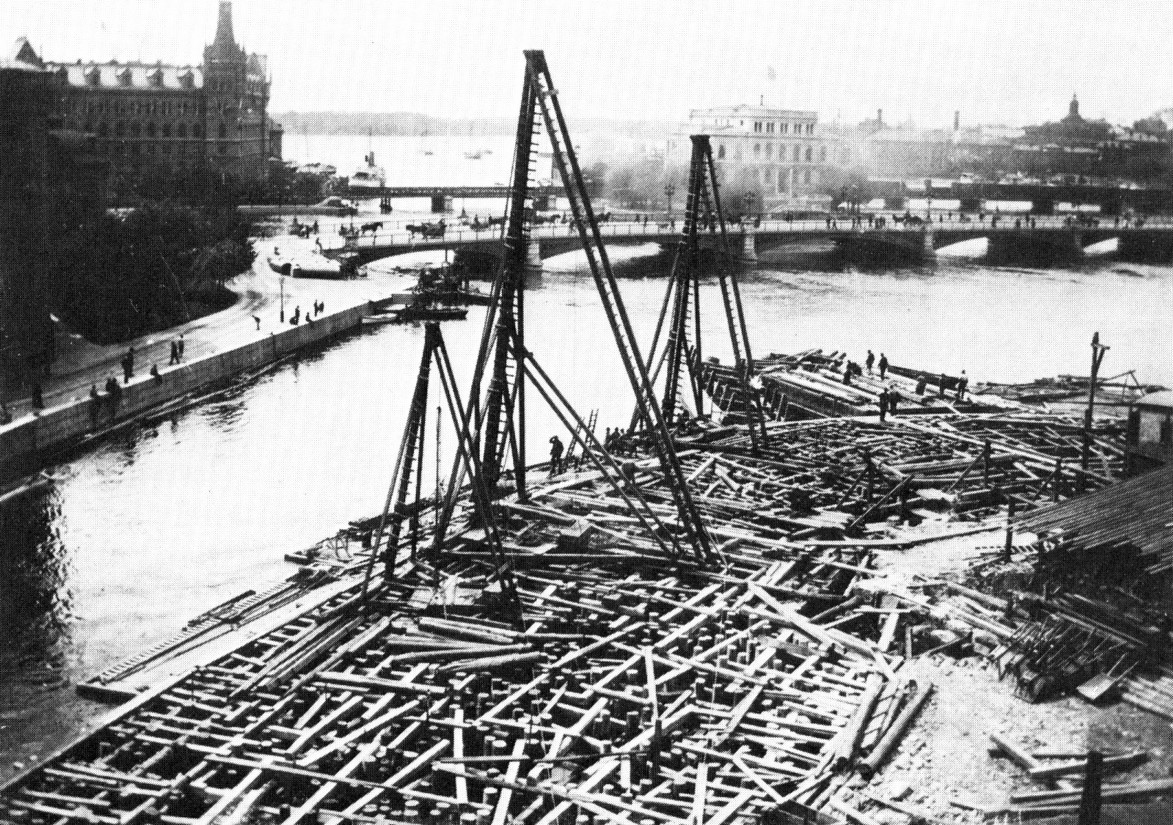
Les fondations en 1898.

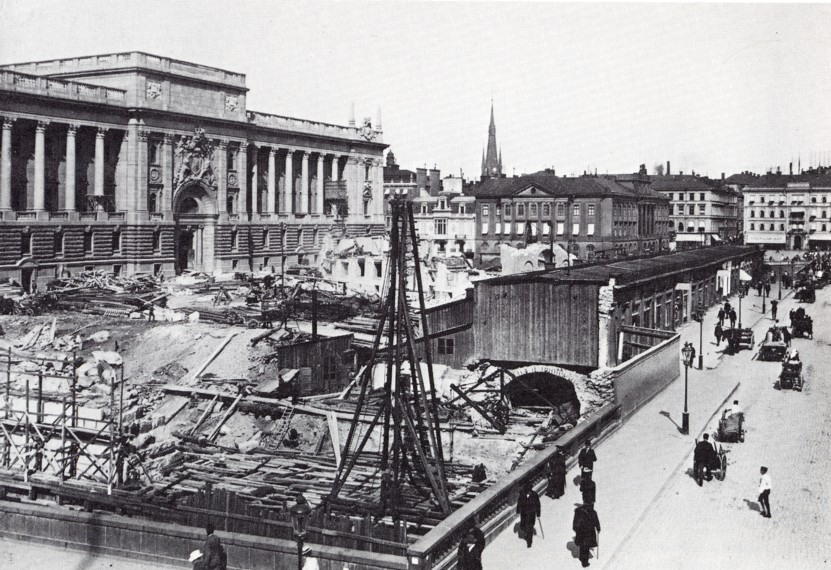
Les travaux en 1904.

En 1872, le Riksdag s'empare du projet de construction d'un nouveau siège, l'ancien étant jugé trop petit et pas assez prestigieux. Au même moment, la banque centrale de Suède est elle aussi à la recherche de nouveaux locaux. Un certain nombre de projets sont étudiés, et différents emplacements sont envisagés. À cette époque, on considère généralement que l'îlot Helgeandsholmen doit être converti en parc, et que d'éventuelles constructions ne doivent en tous les cas pas faire d'ombre au palais royal tout proche.

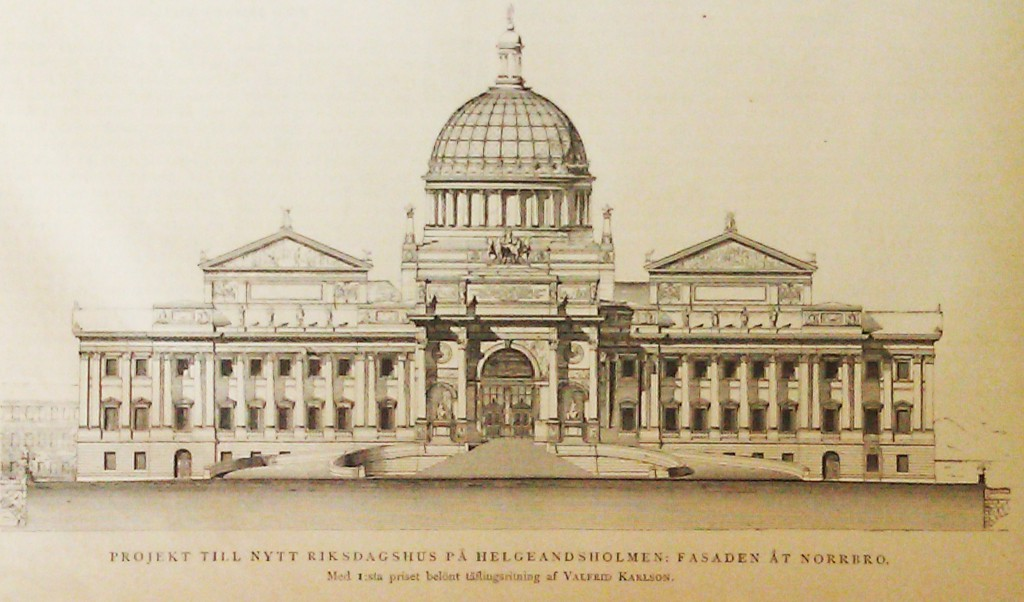
La proposition de Valfrid Karlson, choisie puis abandonnée.

C'est pourtant sur cet îlot que l'on décide le 5 mai 1888 de construire le nouveau siège du parlement et de la banque centrale. Le nouveau bâtiment doit occuper la partie ouest de l'îlot, tandis que les constructions existantes, à savoir des commerces et les écuries du roi, sont promises à la démolition.
C'est l'architecte Aron Johansson qui dessine les plans du bâtiment. Le concours architectural organisé en 1889 est pourtant remporté par un autre candidat : Valfrid Karlson, mais aucun des projets soumis au jury ne semble complètement satisfaisant, et celui de Karlson est finalement rejeté. À la place, le surintendant Helgo Zettervall est chargé de soumettre une nouvelle proposition, et il choisit le jeune Aron Johanson comme assistant. Ensemble, ils présentent leur projet en 1890, et font face immédiatement à une violente levée de boucliers. Zettervall et Johanson sont contraints à amender leur projet à de multiples reprises, mais les critiques campent sur leurs positions, et bénéficient de surcroit du support de figures prééminentes de la scène architecturale de l'époque. On estime notamment qu'un bâtiment aussi imposant n'a pas sa place si près du palais royal, et que l'îlot  Helgeandsholmen est trop étroit pour abriter à la fois le siège du parlement et la banque centrale. Lorsqu'en 1892, la direction de projet décide que la façade du bâtiment doit être encore avancée de 6 mètres, Zettervall, qui estime que c'est inacceptable, jette l'éponge. Johanson poursuit alors seul le projet. Sur ses dessins datés de 1894, on remarque la présence d'une coupole, qui ne sera jamais construite.
Les travaux de fondation requièrent l'excavation de 37 000 m3 de terre et l'utilisation de 9 000 pieux en chêne. La première pierre est posée par le roi Oscar II le 13 mai 1897, le jour même de l'ouverture de l'exposition de Stockholm, et au terme de huit années de construction le bâtiment est inauguré le 12 janvier 1905. Un an plus tard, la banque centrale peut à son tour s'installer dans les locaux.
Lorsque les travaux prennent fin, leur coût est évalué à environ 12 millions de couronnes, pratiquement le double de l'estimation initiale qui était de 6,5 millions de couronnes. Ceci s'explique en partie par la difficulté à trouver matériaux de construction et main d'œuvre à une époque marquée par de nombreux grands travaux à Stockholm, en particulier la création de la rue Strandvägen et la construction de l'opéra royal.
L'aspect extérieur du bâtiment est critiquée dès son inauguration le 12 janvier 1905, principalement parce qu'avec son style néo-baroque il tranche avec les goûts de l'époque, dominée par l'Art nouveau. Le siège du parlement voit en effet le jour à une période de transition entre le nationalisme romantique et le néo-classicisme.

## Architecture du bâtiment

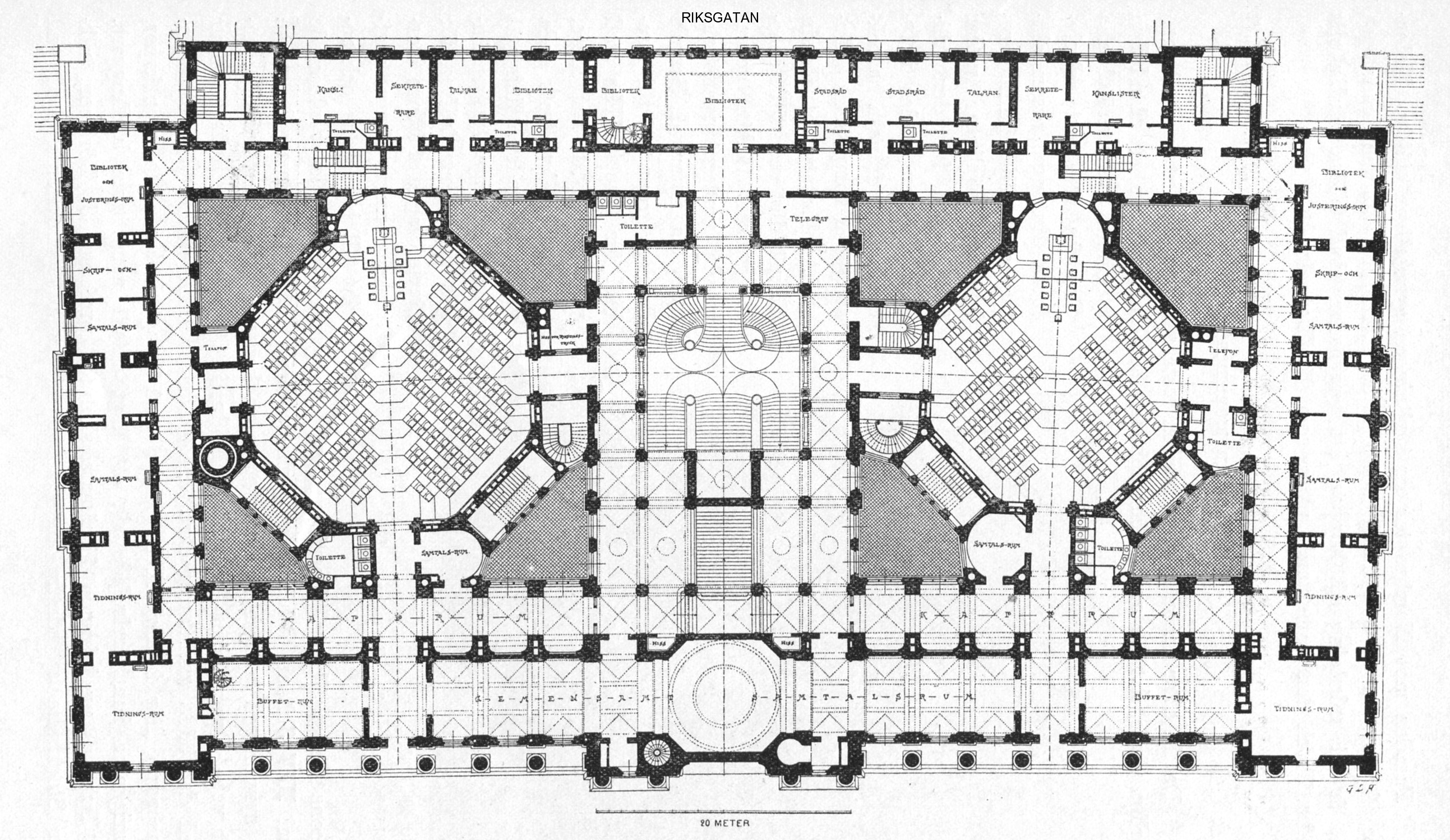
Plan du siège du parlement présenté lors de l'exposition générale d'art et d'industrie de Stockholm en 1897. On y voit à droite la première Chambre (élue au suffrage indirect) et à gauche la deuxième Chambre (suffrage direct). Entre les deux se trouve l'escalier monumental. Le bâtiment a une forme parallélépipédique, héritée de celle de l'îlot Helgeandsholmen. Les locaux de la banque centrale ne figurent pas sur ce plan.

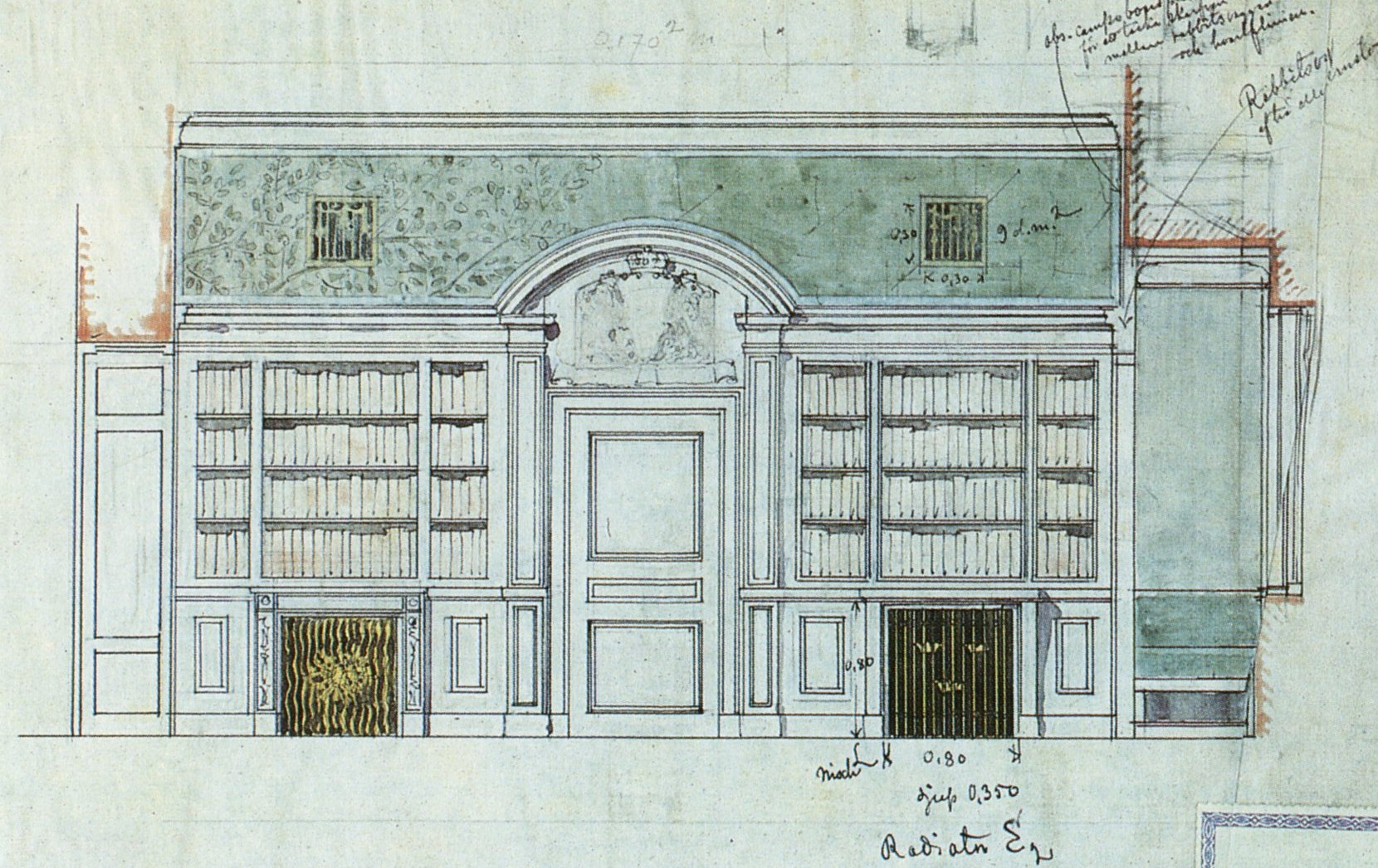
Dessin d'Aron Johansson pour l'intérieur du bâtiment.

Le frontispice du siège du parlement est de style classique ou néo-baroque. Sur le majestueux porche de pierre, on trouve tout d'abord au-dessus du portail une imposante sculpture des armoiries de la Suède. Sur l'attique, figurent des statues des quatre grandes composantes de la société médiévale scandinave : la noblesse, le clergé, la bourgeoisie et la paysannerie. Enfin, une statue de mère Svea, figure allégorique du royaume de Suède, surplombe l'ensemble. De part et d'autre du porche, la façade est composée de colonnades. Reposant sur un socle correspondant au rez-de-chaussée, elles supportent le toit orné de balustrades.
À l'intérieur, on trouve un escalier monumental qui conduit à une galerie située le long du frontispice. C'est là que se trouvent les accès aux deux chambres. De forme octogonale, elles sont éclairées par des verrières sur le toit. Dans la deuxième Chambre, Axel Törneman a peint trois fresques, achevées en 1914. Au début du XXe siècle, on trouve aussi au premier étage la bibliothèque du parlement. Le deuxième et dernier étage est à l'origine destiné aux commissions parlementaires, tandis qu'au rez-de-chaussée sont situés les bureaux du comptoir de la dette publique et de l'ombudsman parlementaire, ainsi que des salons.
Au-dessus des fenêtres du rez-de-chaussée se trouvent 57 mascarons, portraits sculptés dans la pierre de personnalités choisies par Aron Johansson pour leur rôle dans la construction du bâtiment. Parmi les personnalités ainsi immortalisées, on remarque Gunnar Wennerberg et Aron Johansson lui-même. C'est au sculpteur ornemental G. F. Norling qu'est confiée la tâche de réaliser les modèles des têtes, avant qu'elles ne soient sculptées dans la pierre par la société Norrtelje Mekaniska Stenhuggeri pour servir de clés de voûte aux fenêtres. Ceci se fait tout d'abord sans l'aval de la direction de projet, qui une fois mise au courant réagit avec vigueur : « la réalisation de nouveaux mascarons doit immédiatement cesser, quant à ceux qui figurent déjà sur le bâtiment, il convient de les retailler pour effacer toute ressemblance avec des personnalités connues ». Par la suite, on se contente d'utiliser des copies des mascarons déjà sculptés. C'est ainsi que le directeur de projet Ragnar Törnebladh apparait à quatre reprises sur les façades du bâtiment.

### Exemples de mascarons

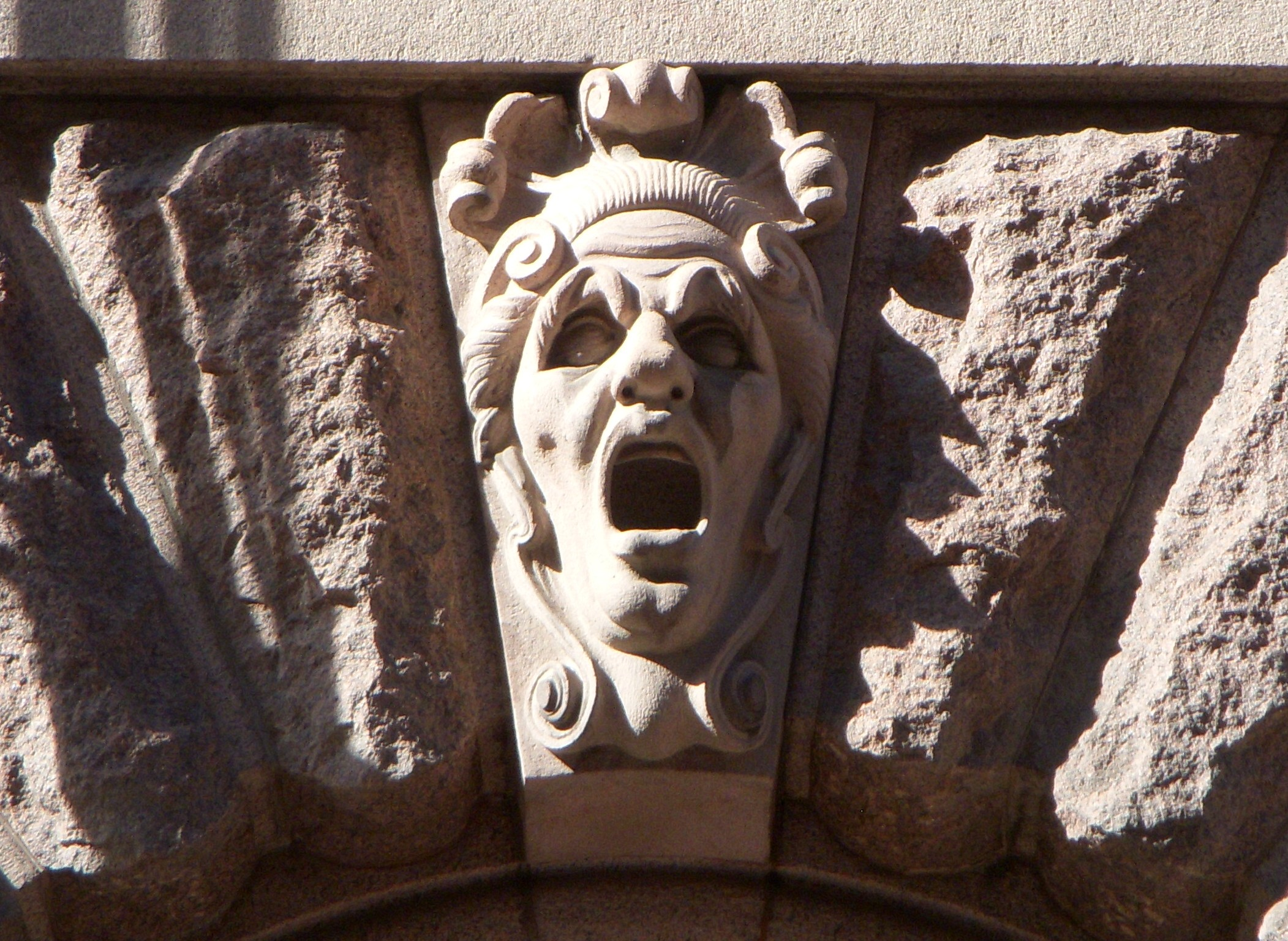
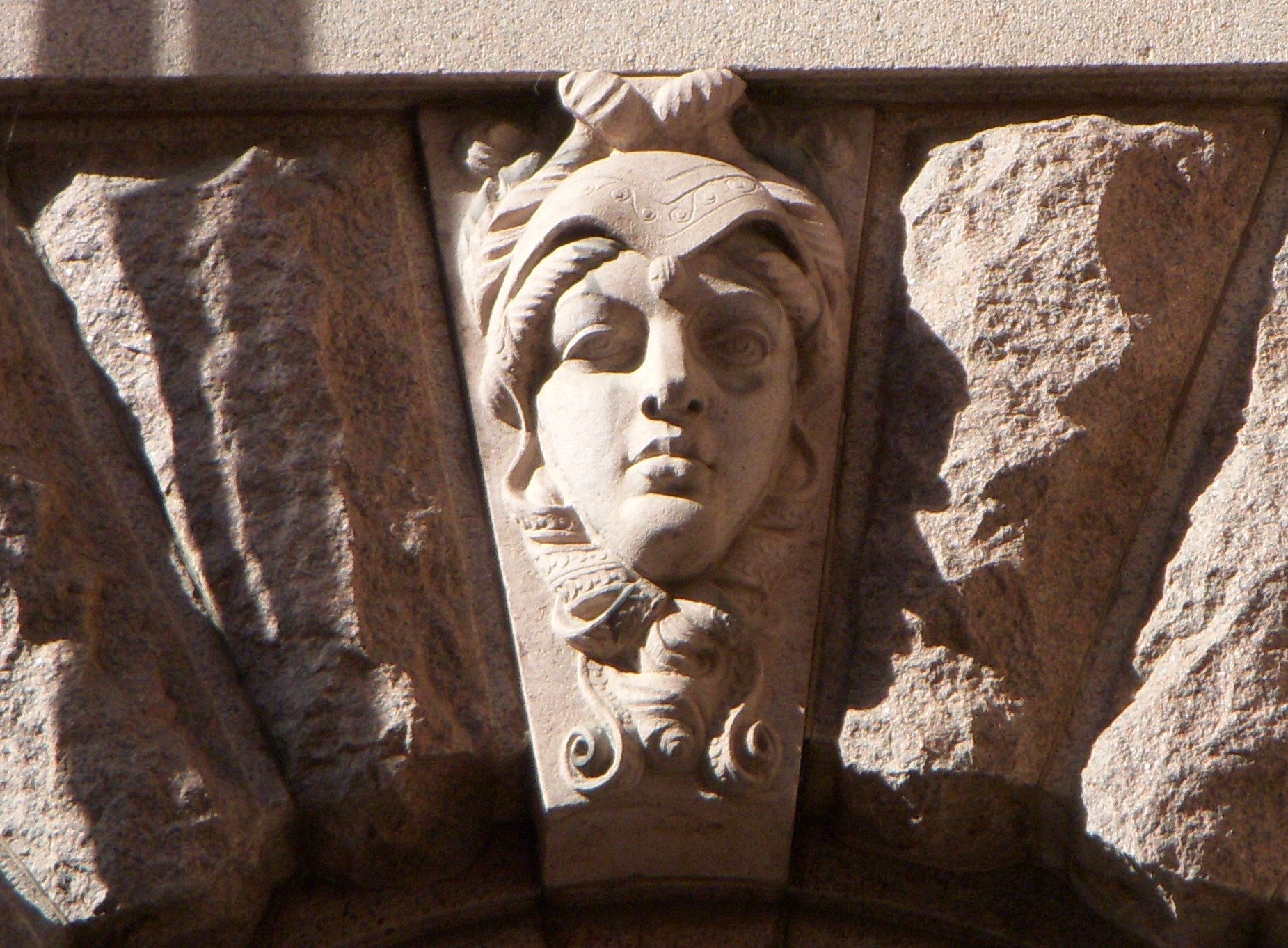
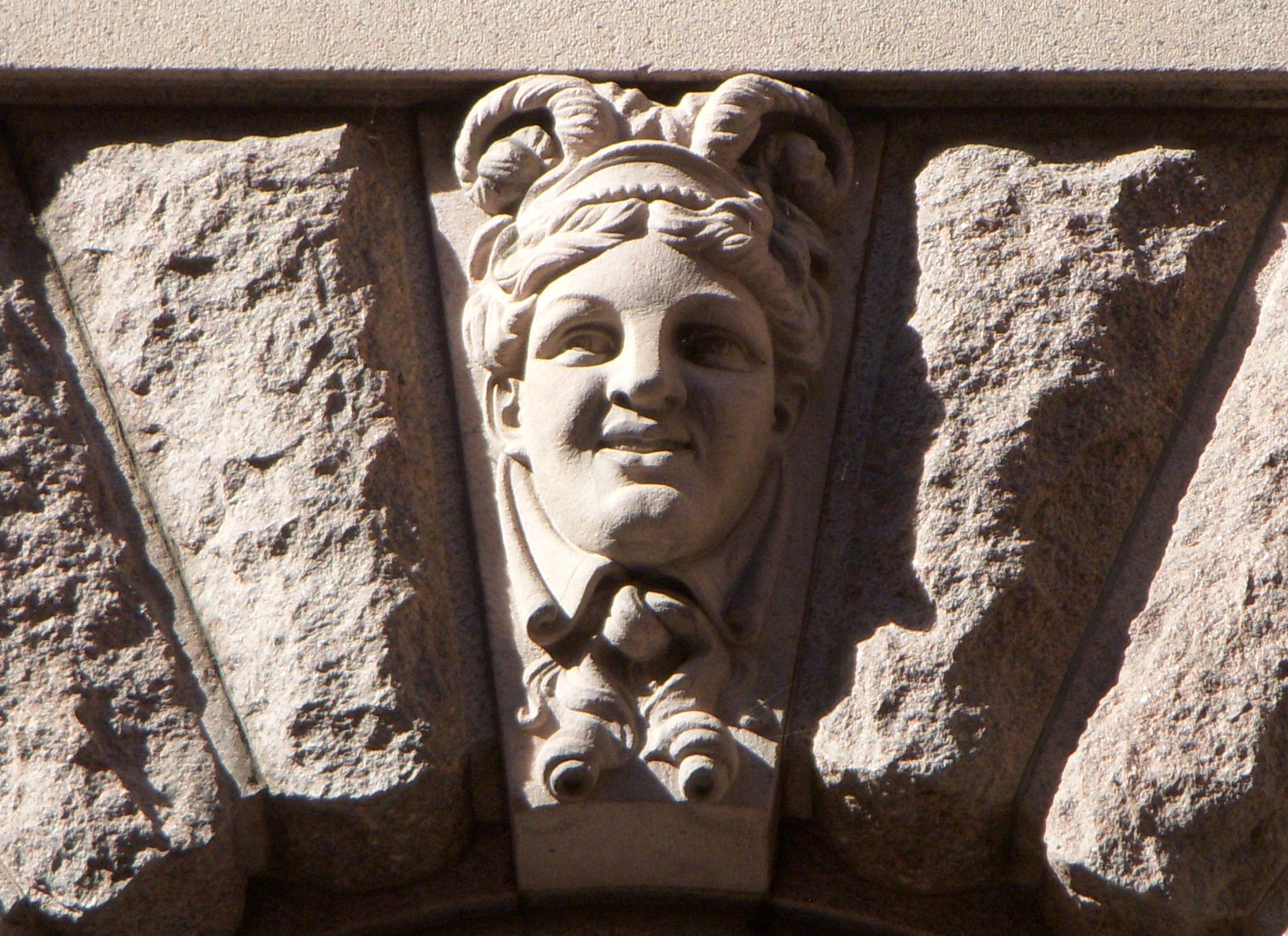
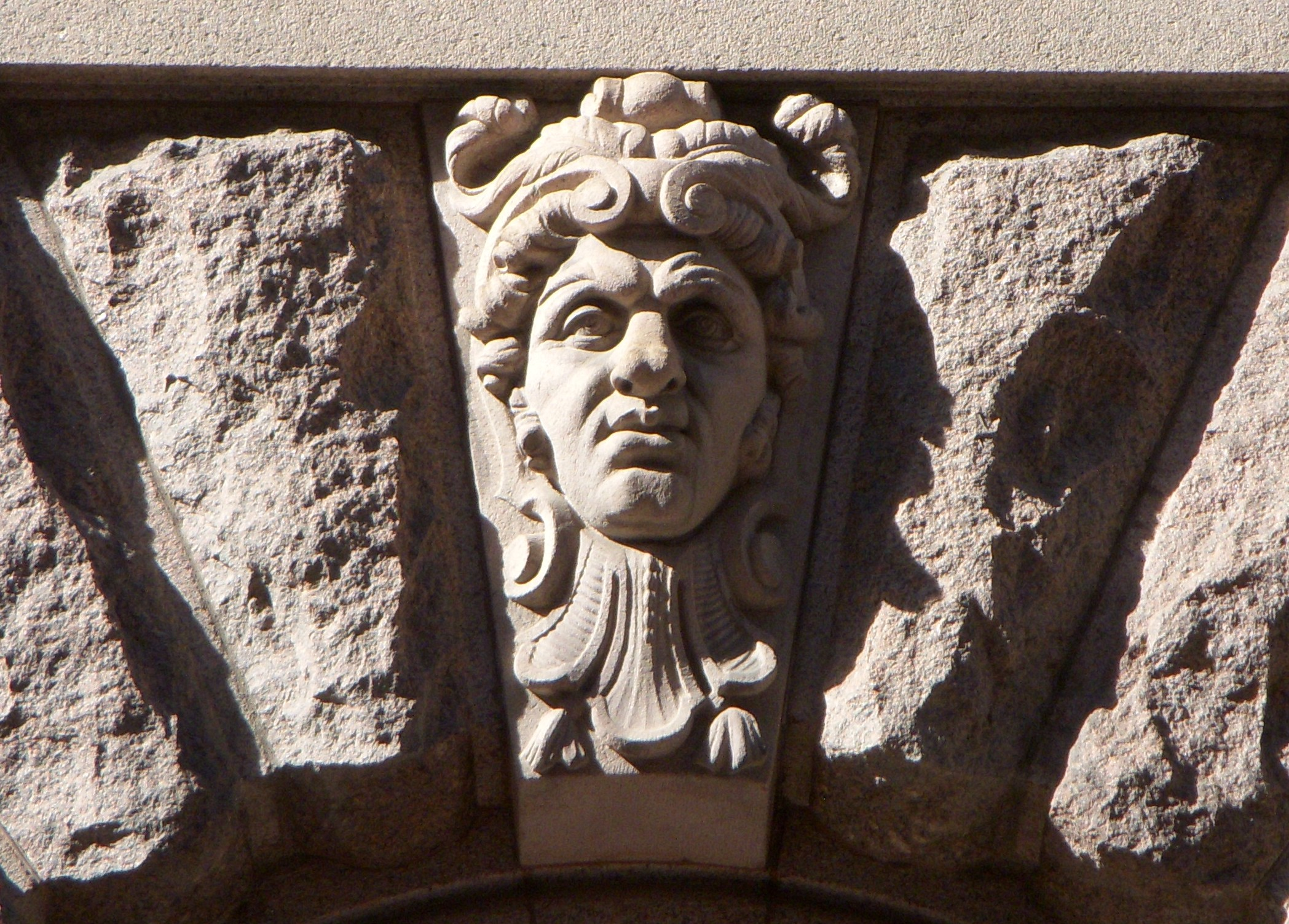
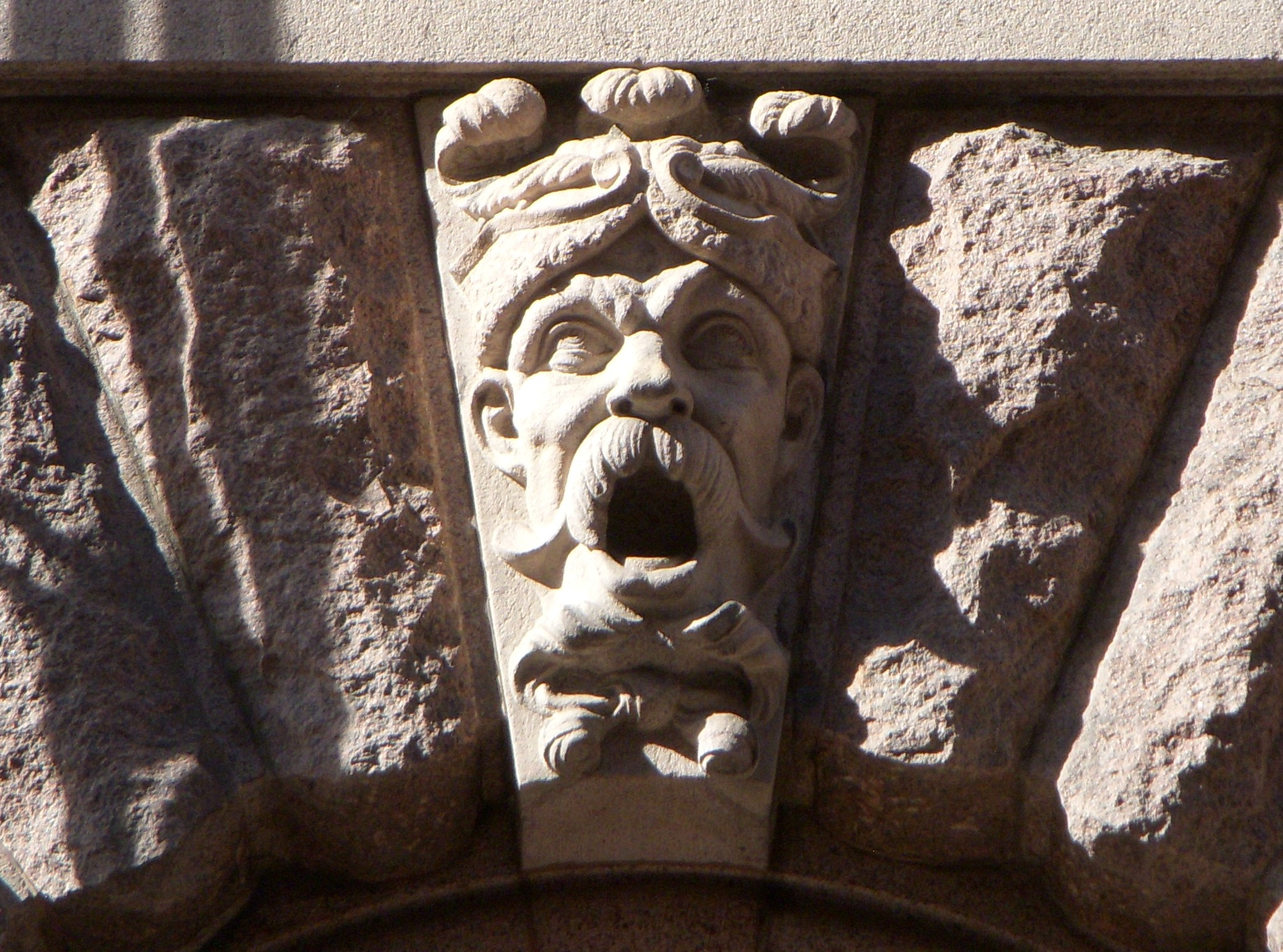

## Rénovation et agrandissement (1980–1983)

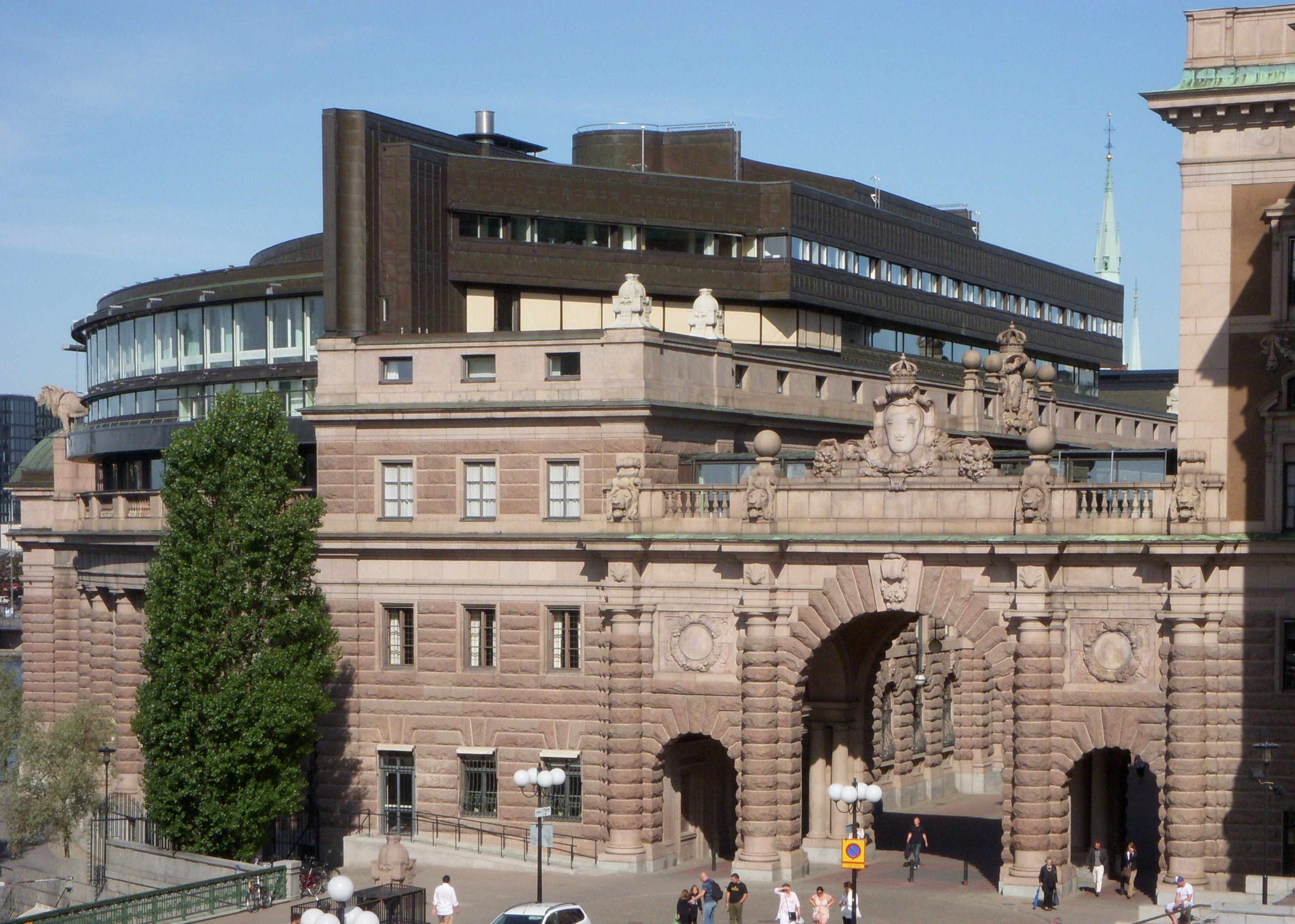
La structure en cuivre, ajoutée en 1983.

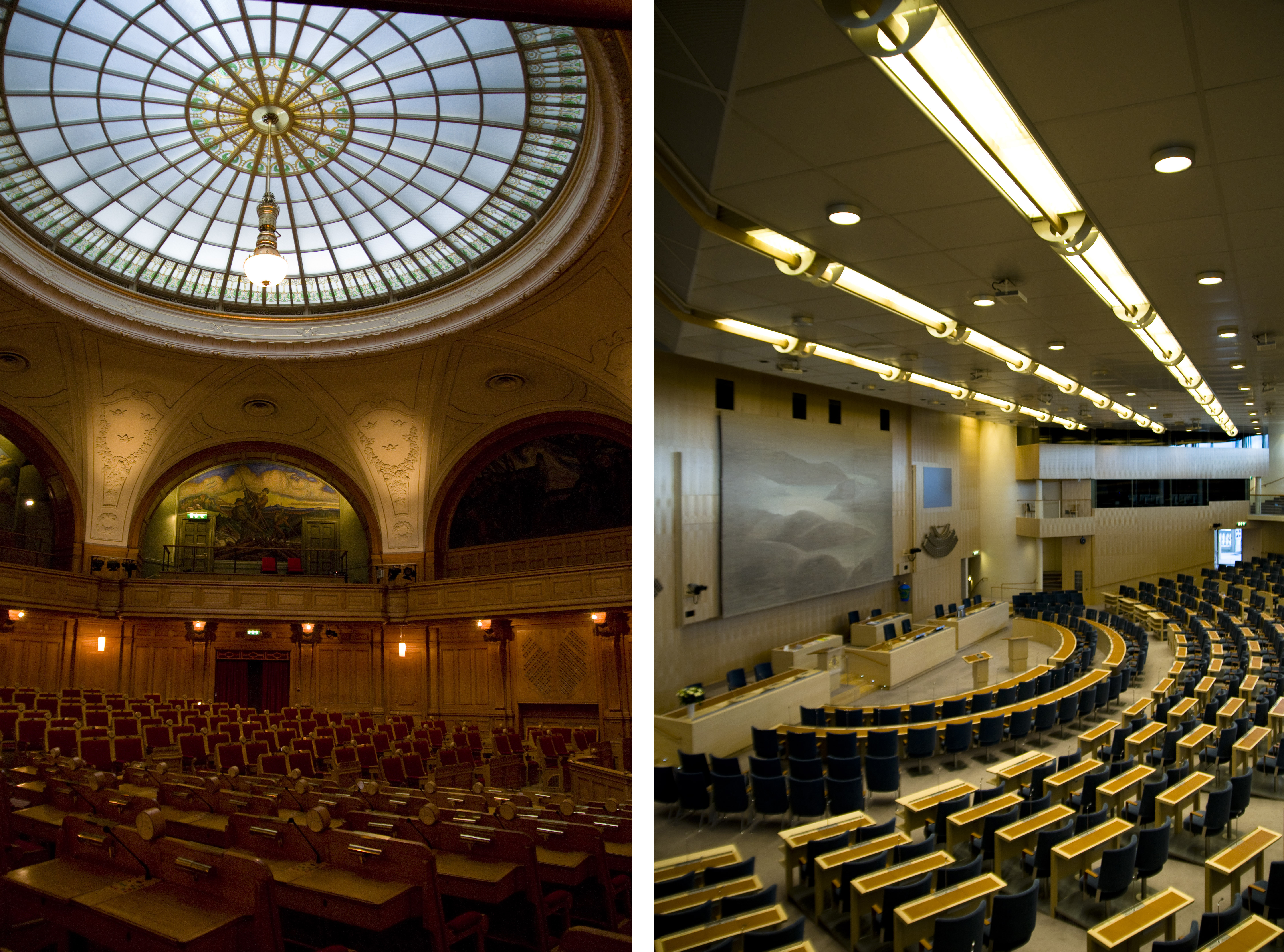
La deuxième Chambre (à gauche) et l'hémicycle.

Les grandes lignes du projet d'agrandissement du siège du parlement en 1980-1983 sont tracées dès 1968. L'idée est que la banque centrale déménage dans de nouveaux locaux, et que le parlement récupère l'espace laissé vacant. En 1971, un concours d'architecture est organisé, et c'est le cabinet AOS Arkitekter qui en sort vainqueur. Le Riksdag s'installe alors provisoirement à la maison de la culture, qui vient d'être inaugurée place Sergels torg. Lorsque les travaux s'achèvent en 1983, une nouvelle structure en cuivre a fait son apparition sur le toit du siège du parlement, côté ouest. Cette structure abrite le nouvel hémicycle, qui est inauguré lors de l'ouverture de la nouvelle session parlementaire le 4 octobre 1983.
Pendant les excavations en vue de la construction d'un nouveau parking souterrain sur l'esplanade du Riksdag, on fait d'importantes découvertes archéologiques. Sont mis au jour entre autres des vestiges des murs de fortification de Stockholm, datant du XVIe siècle. Le site des fouilles, qui se prolongent pendant deux ans et demi, prend le nom de riksgropen. Le projet de parking souterrain est finalement abandonné, et on construit à la place un musée, le musée du Moyen Âge de Stockholm.

## Renforcement des fondations (2004–2007)
En raison du rebond post-glaciaire, les fondations du bâtiment, constituées de pieux en bois, menacent de se retrouver au-dessus de la surface des eaux souterraines, et de se putréfier. Des mesures sont nécessaires pour la préservation du bâtiment sur le long terme. Entre 2004 et 2007, un bouclier souterrain est créé pour stabiliser le niveau des eaux sous le bâtiment, qui remontent ainsi au niveau du lac Mälar. Le bouclier est constitué d'une part de piliers forés dans la roche, d'autre part d'un système de portes hydrauliques placées dans le lac. Des mesures ont montré que le niveau de l'eau après les travaux a été stabilisé à un niveau satisfaisant, au-dessus des fondations en bois.

## Galerie

### Extérieurs

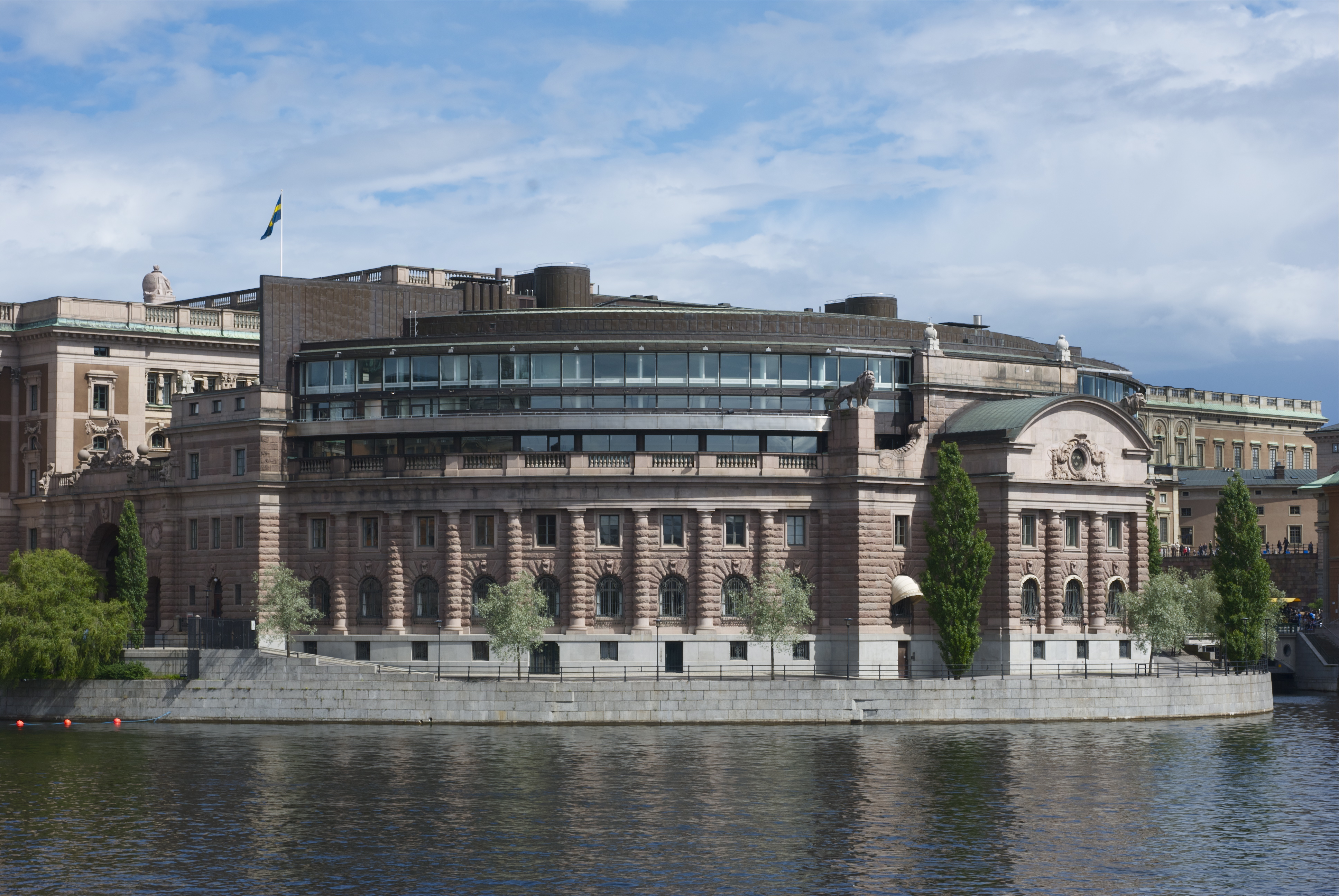
Côté nord-ouest.
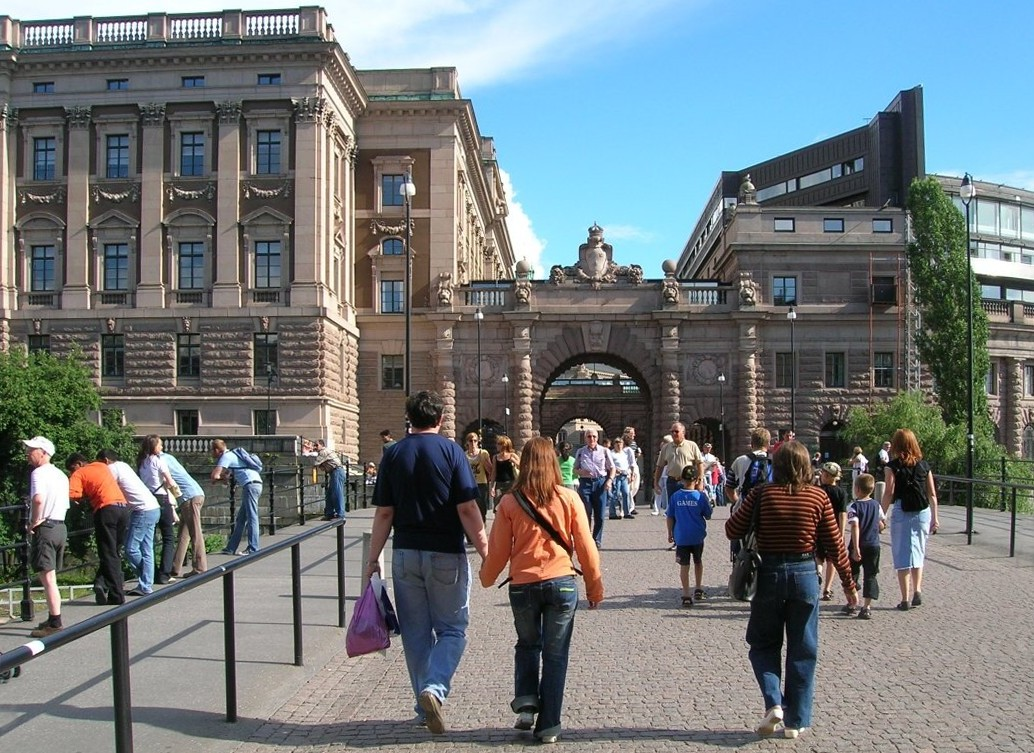
Côté nord.
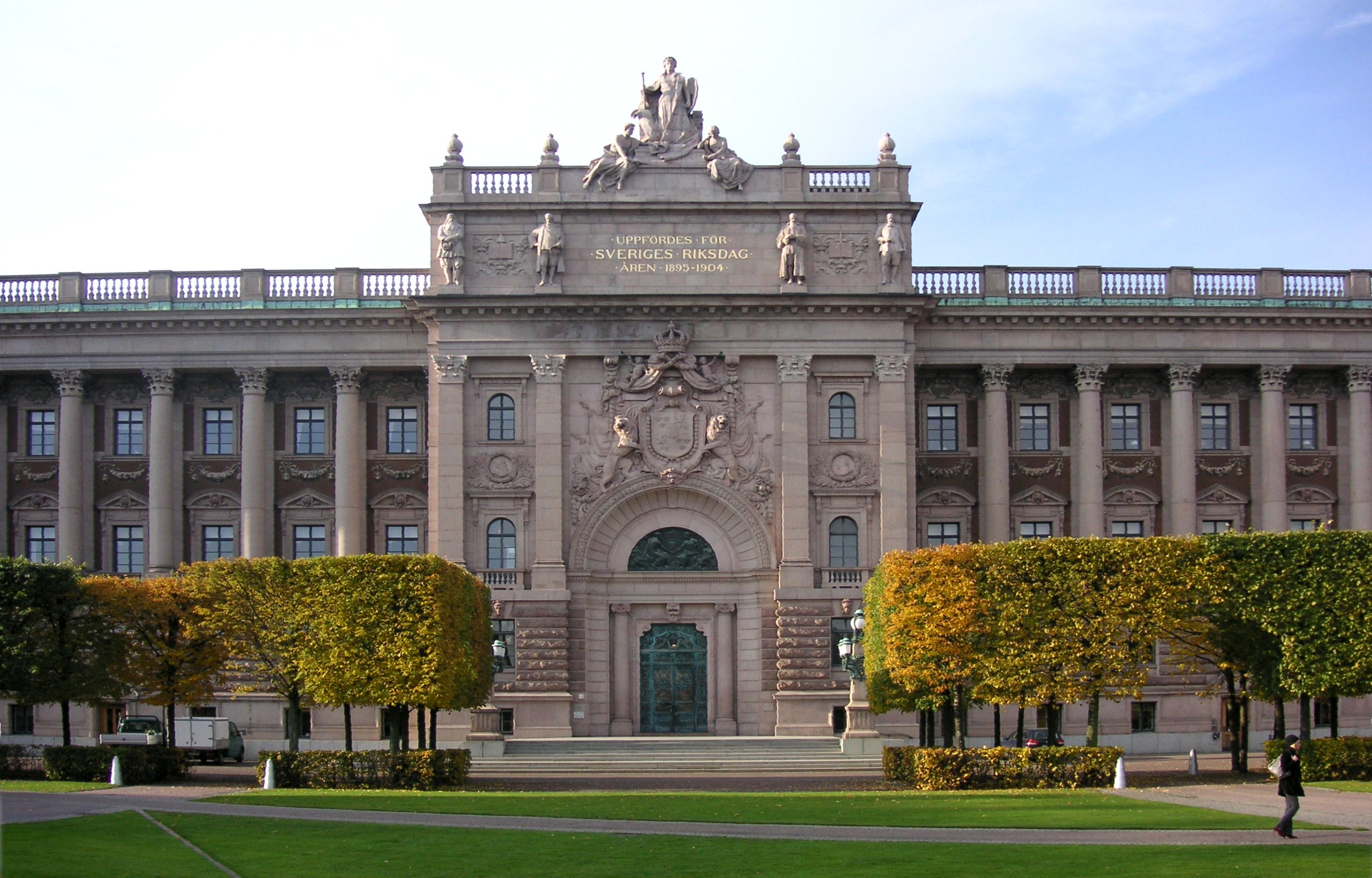
Le frontispice, côté est.
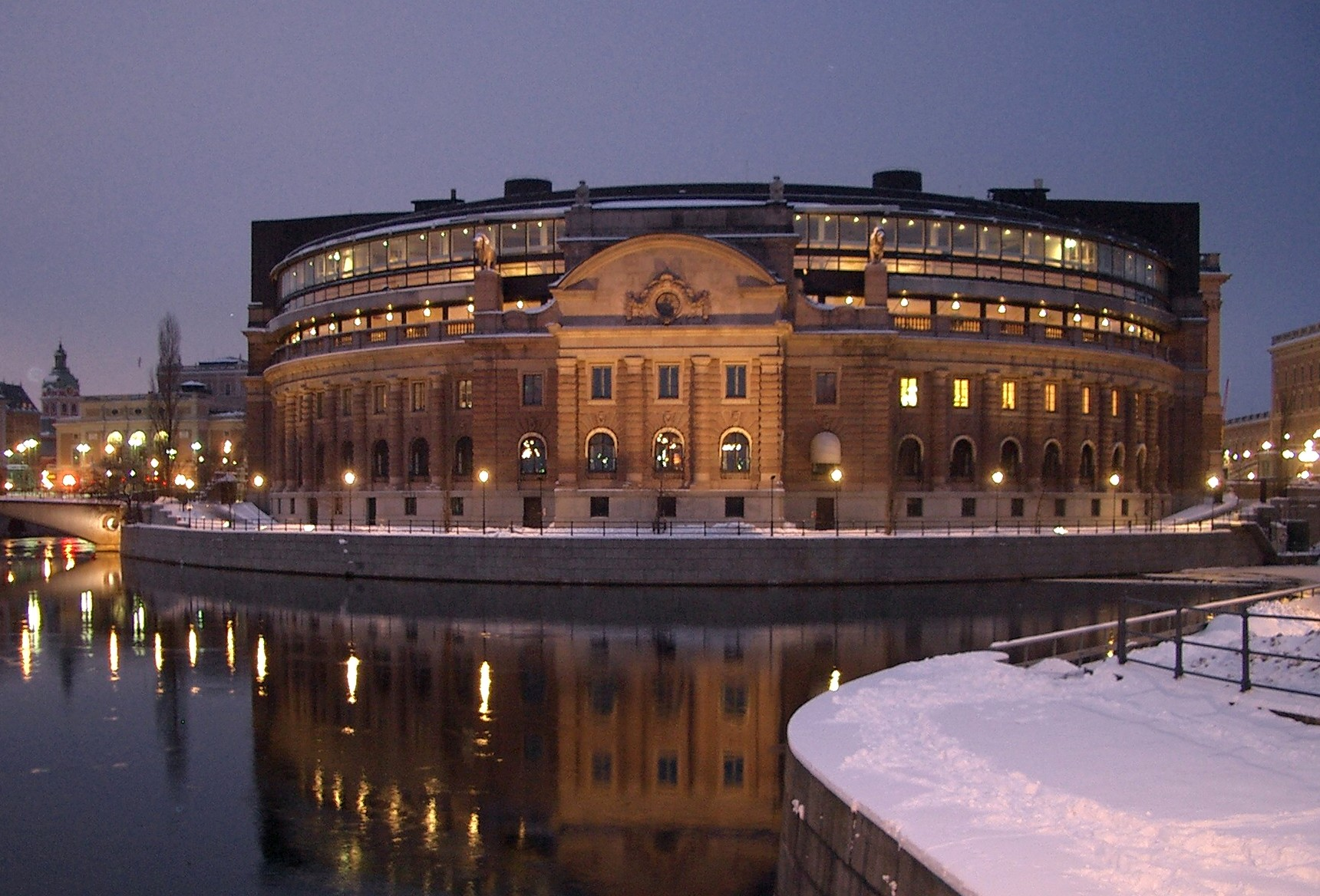
Côté ouest.
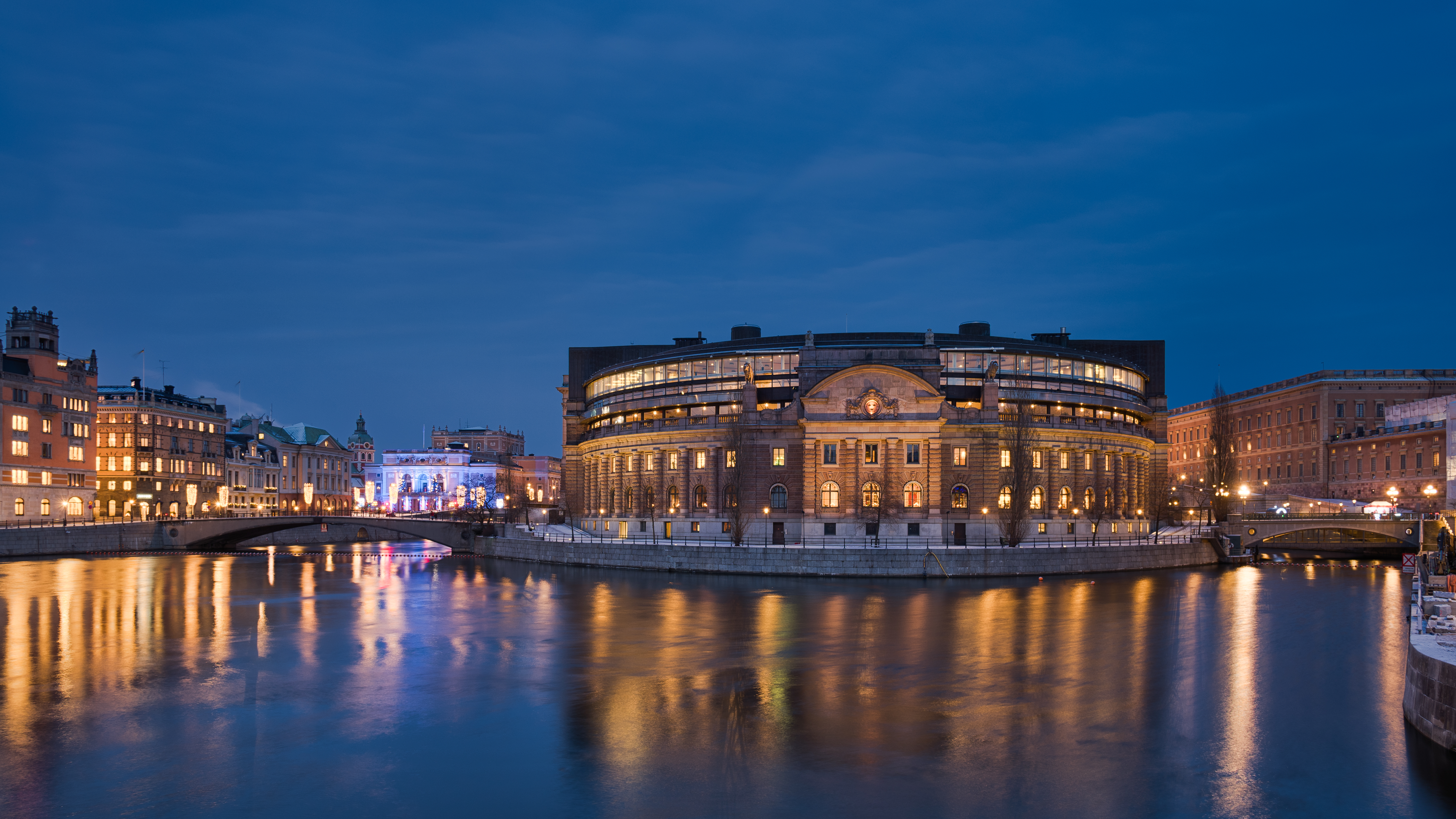
Avec, au fond, l'opéra royal de Stockholm. Janvier 2016.

### Détails des façades

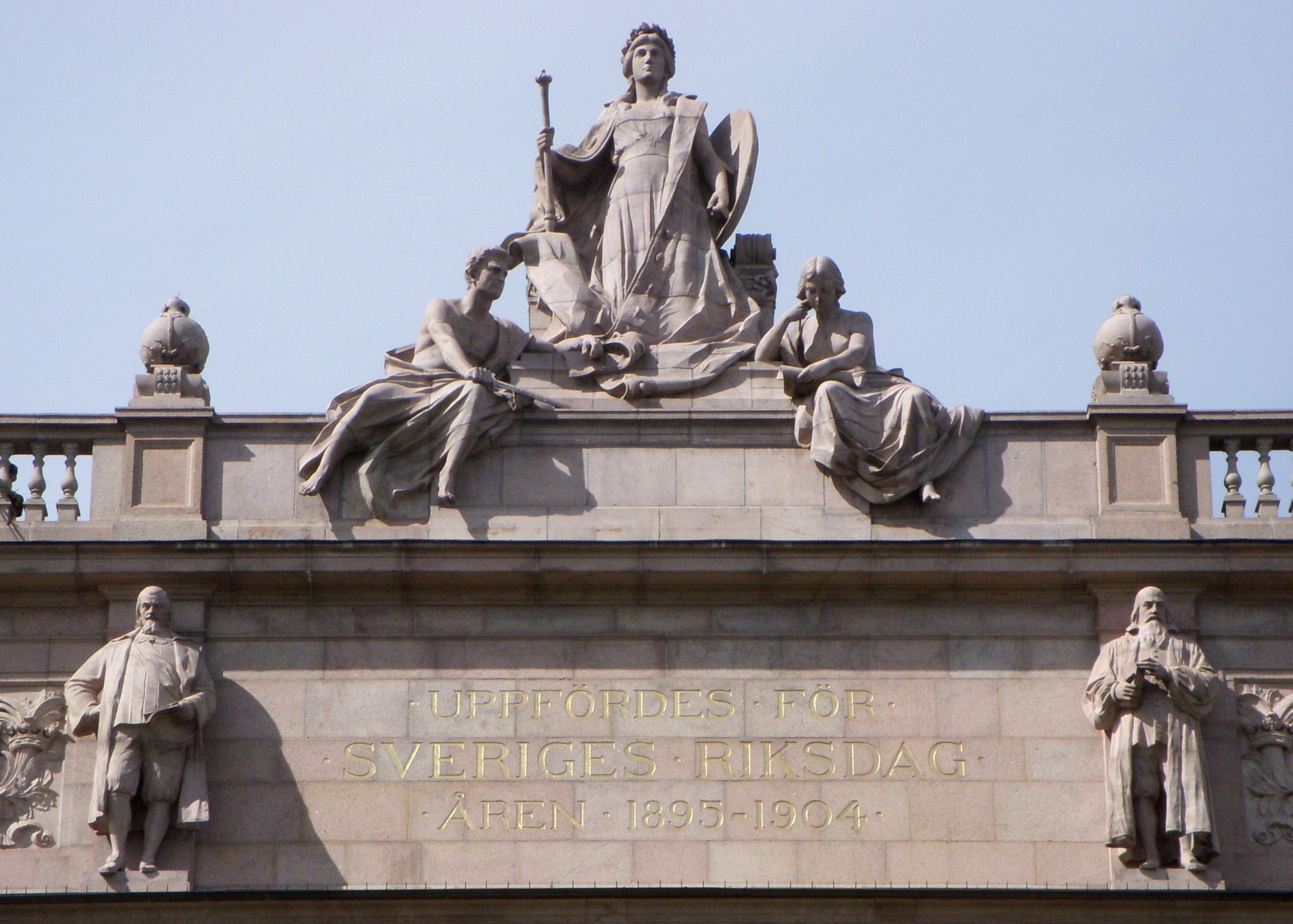
Statue de mère Svea.
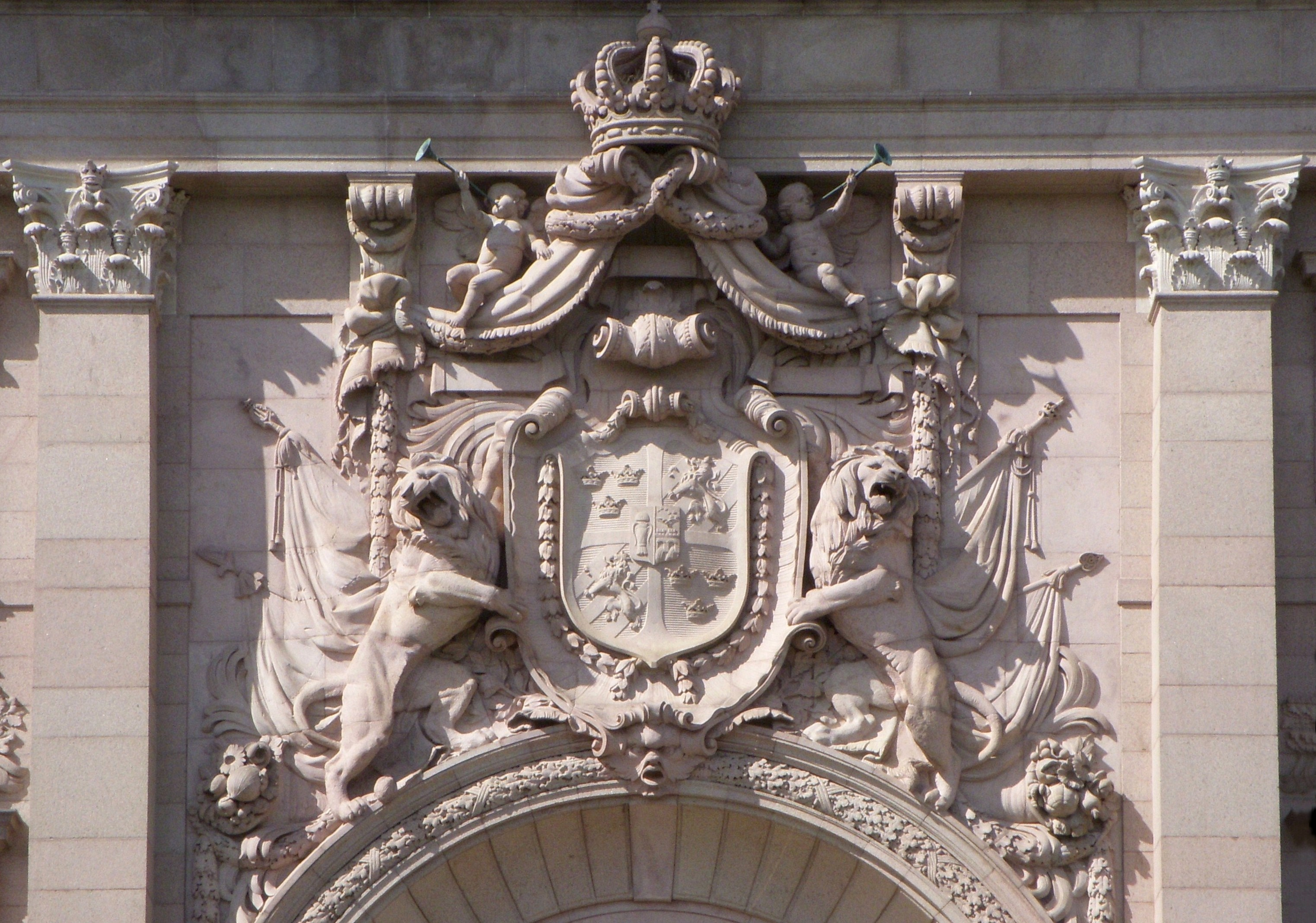
Armoiries de la Suède.
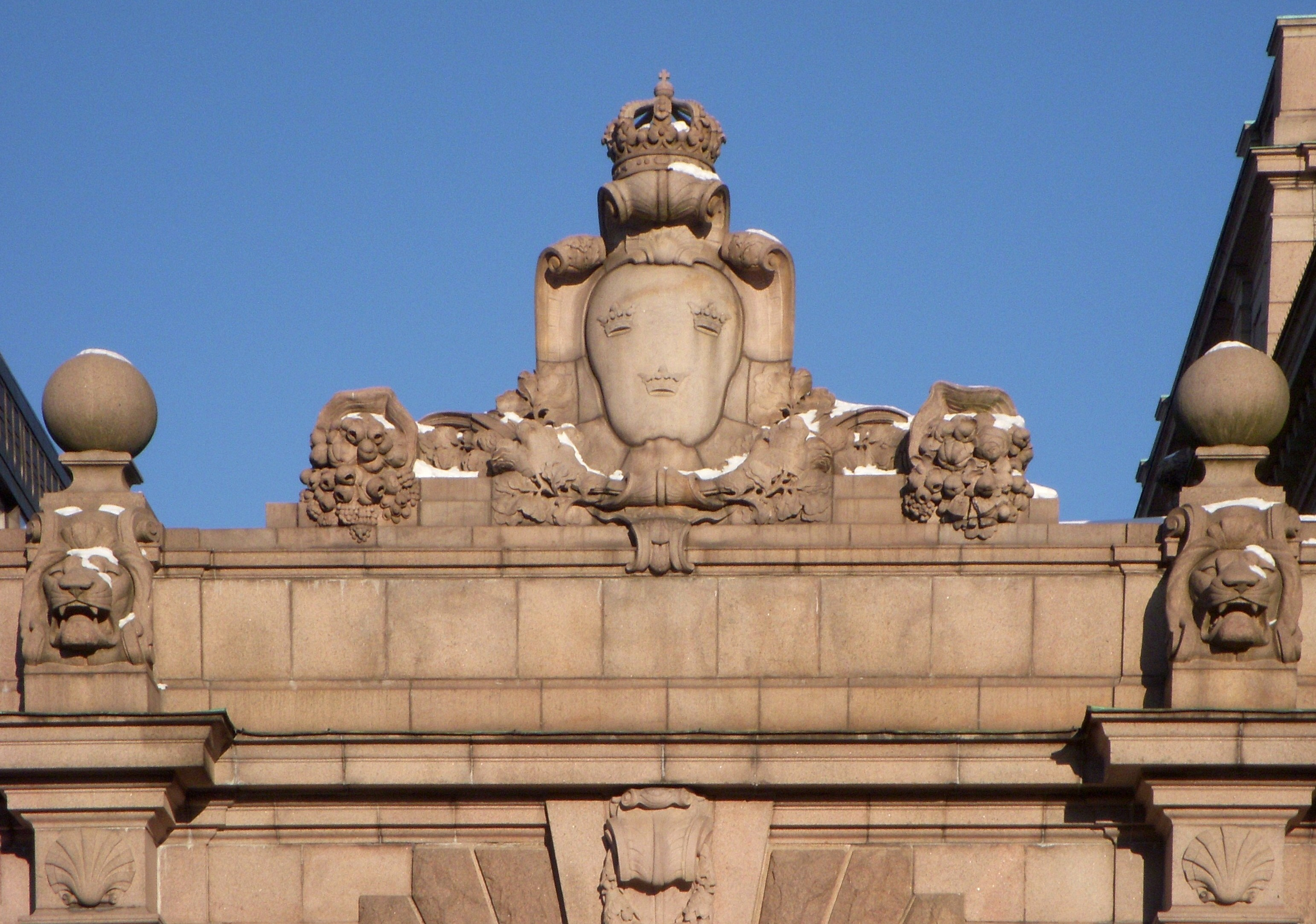
Détail d'une porte.
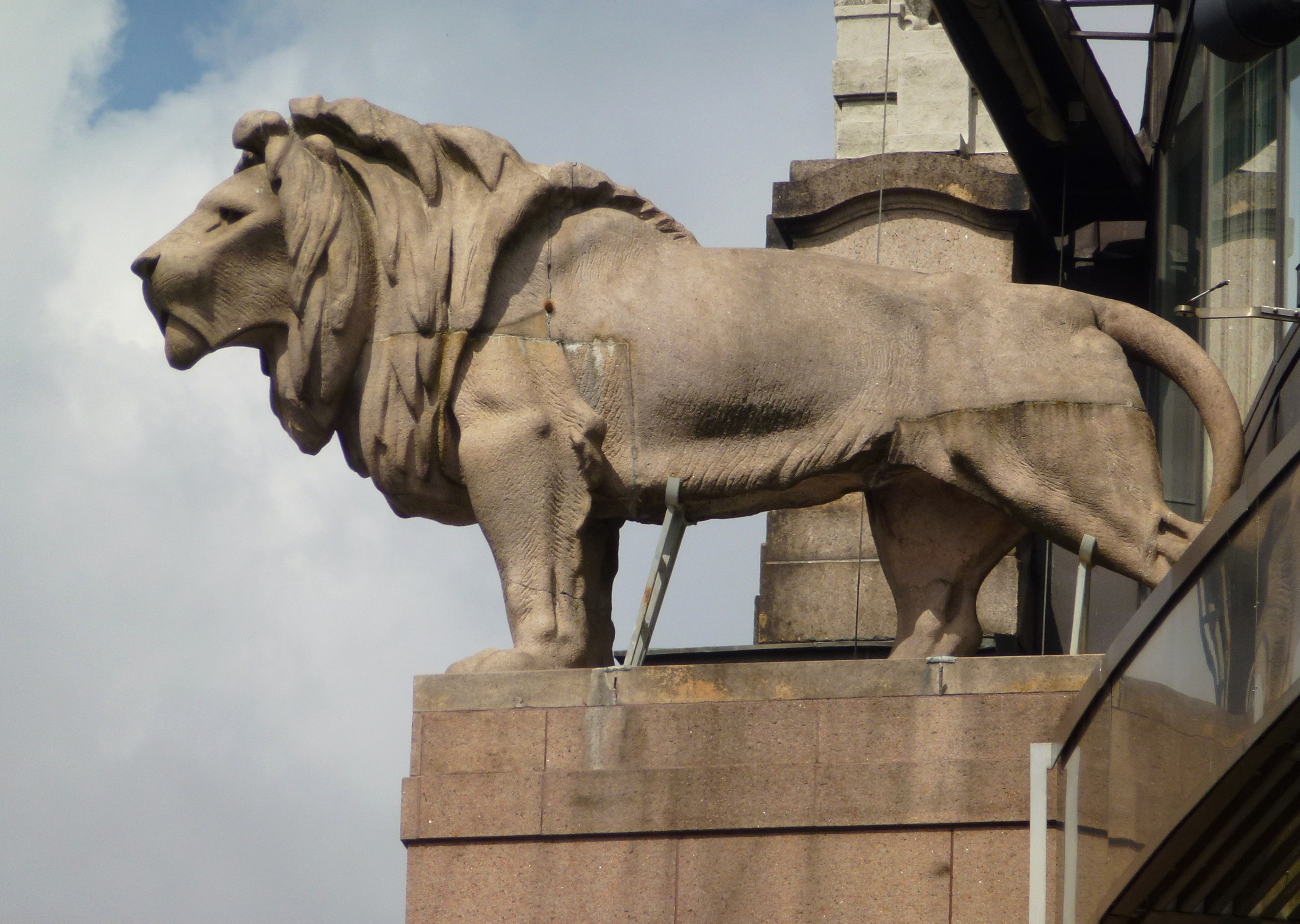
Statue d'un lion.

### Intérieurs

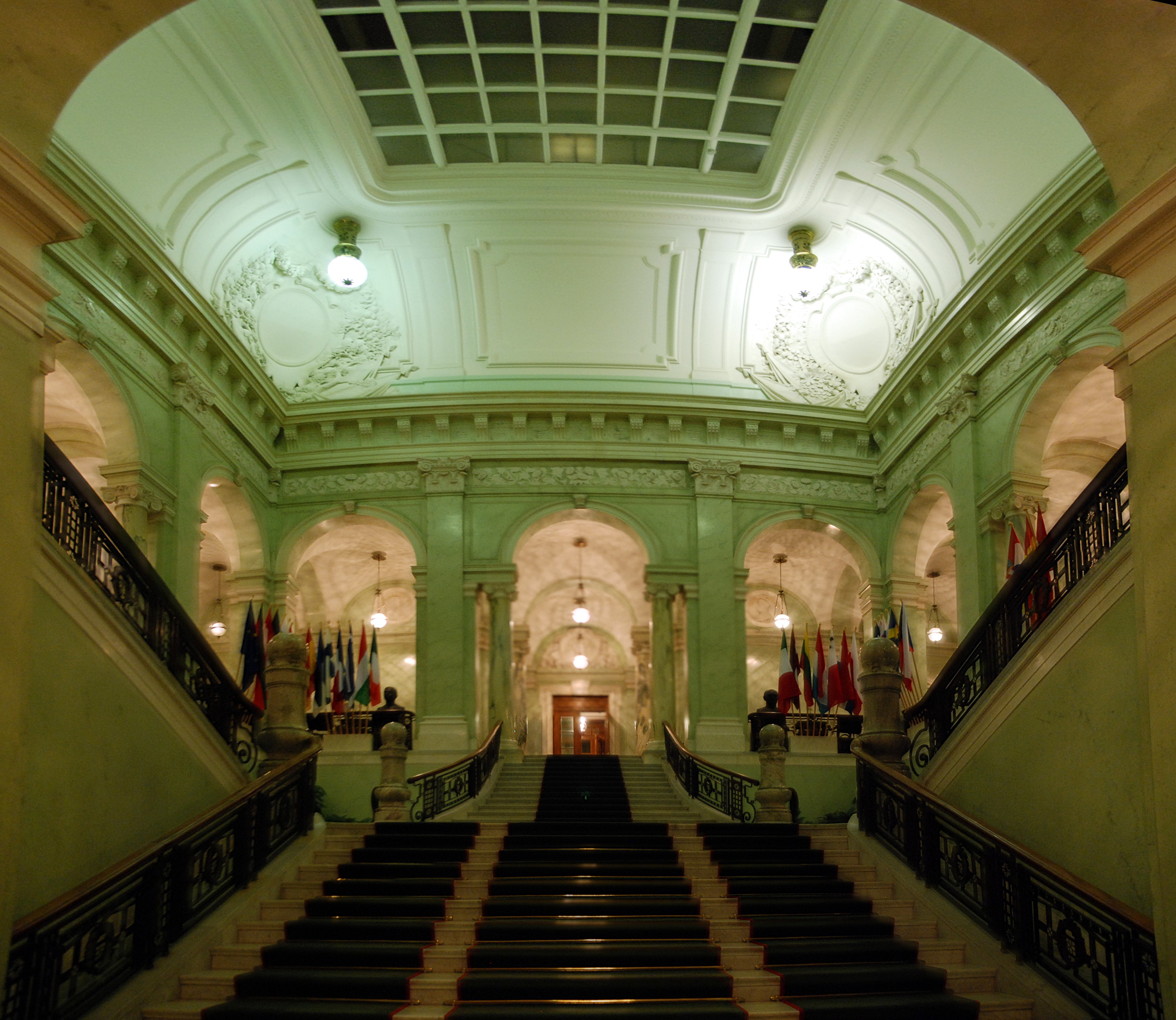
Escalier.
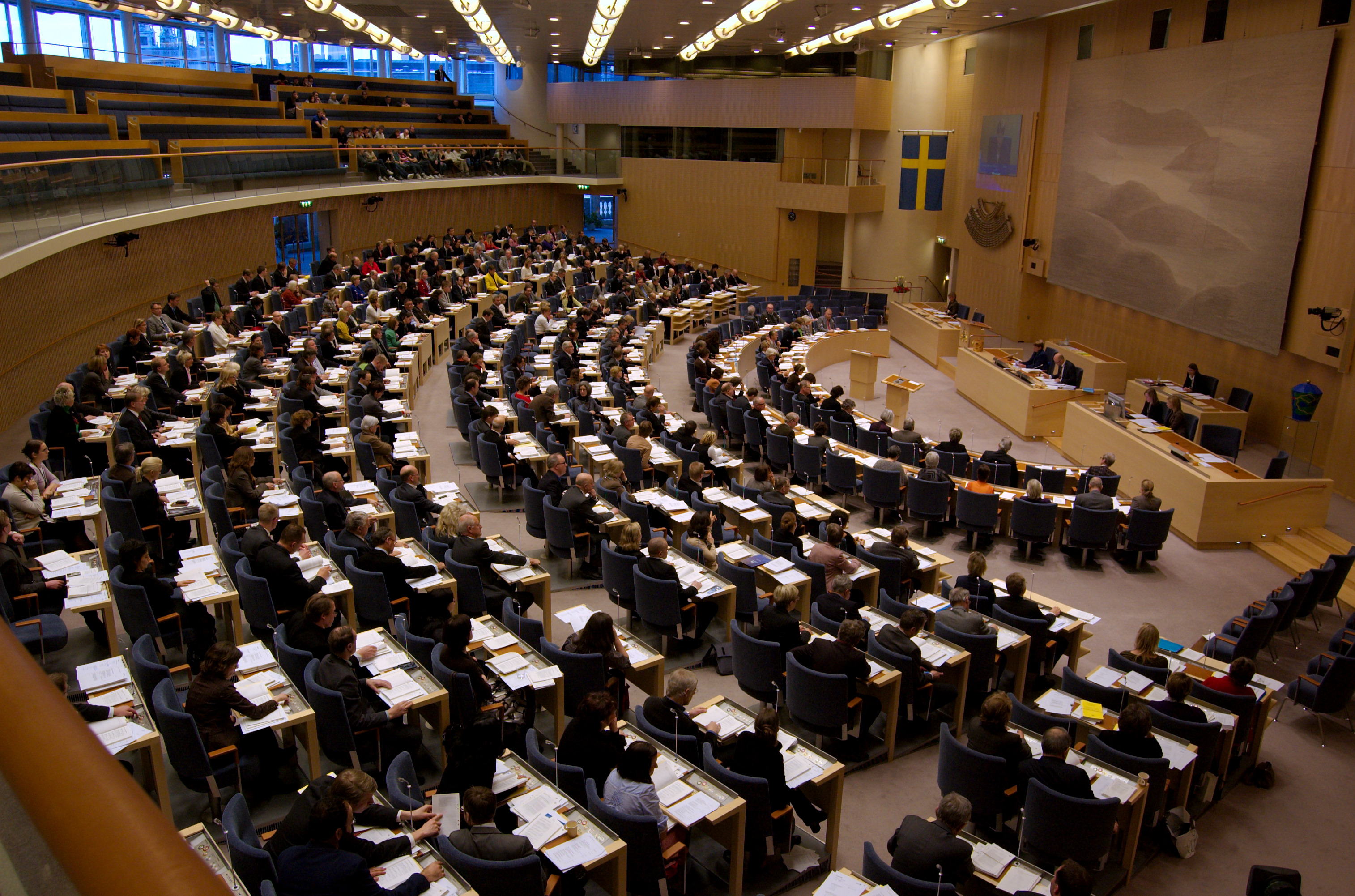
Hémicycle.
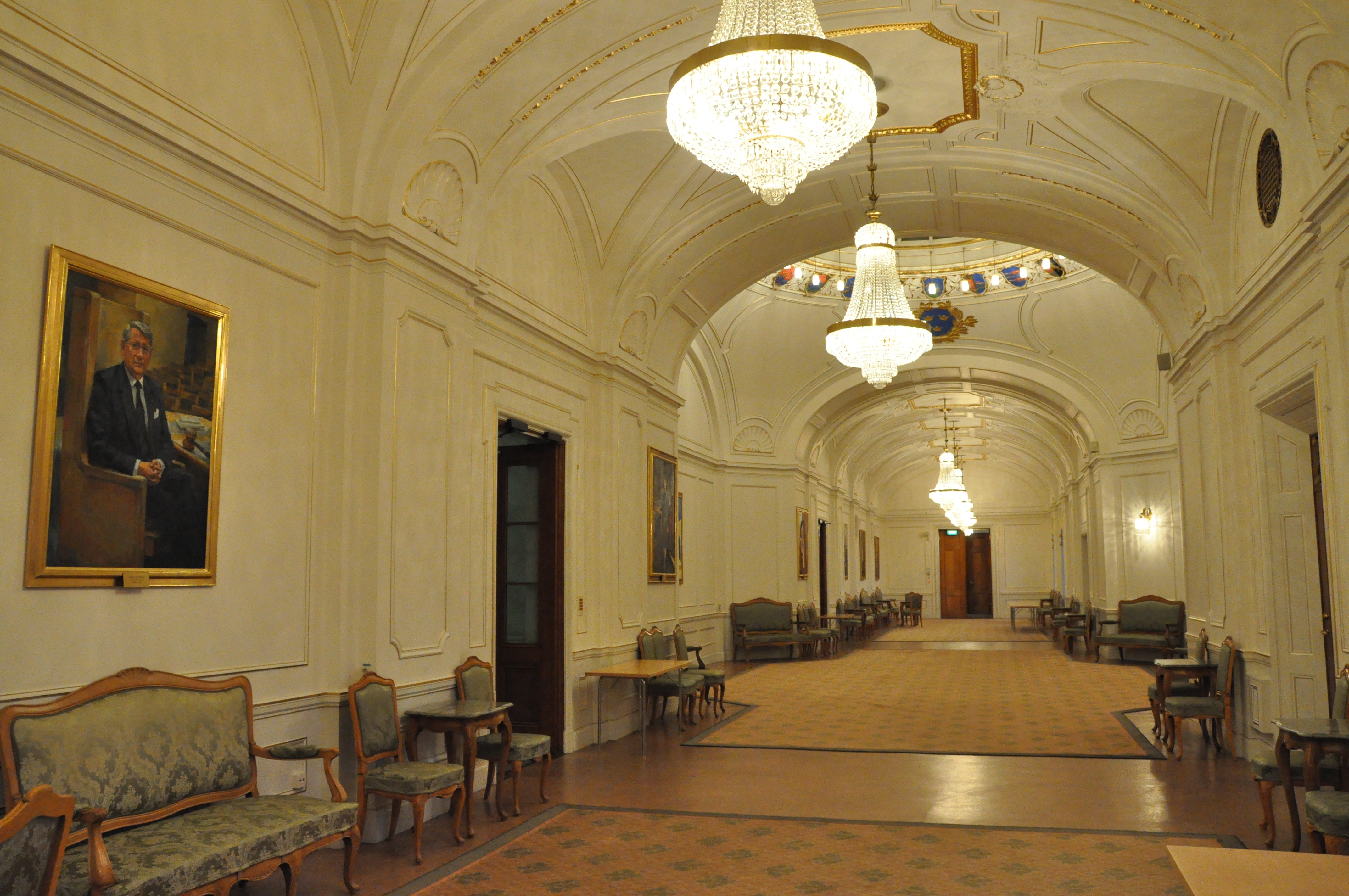
Couloir.
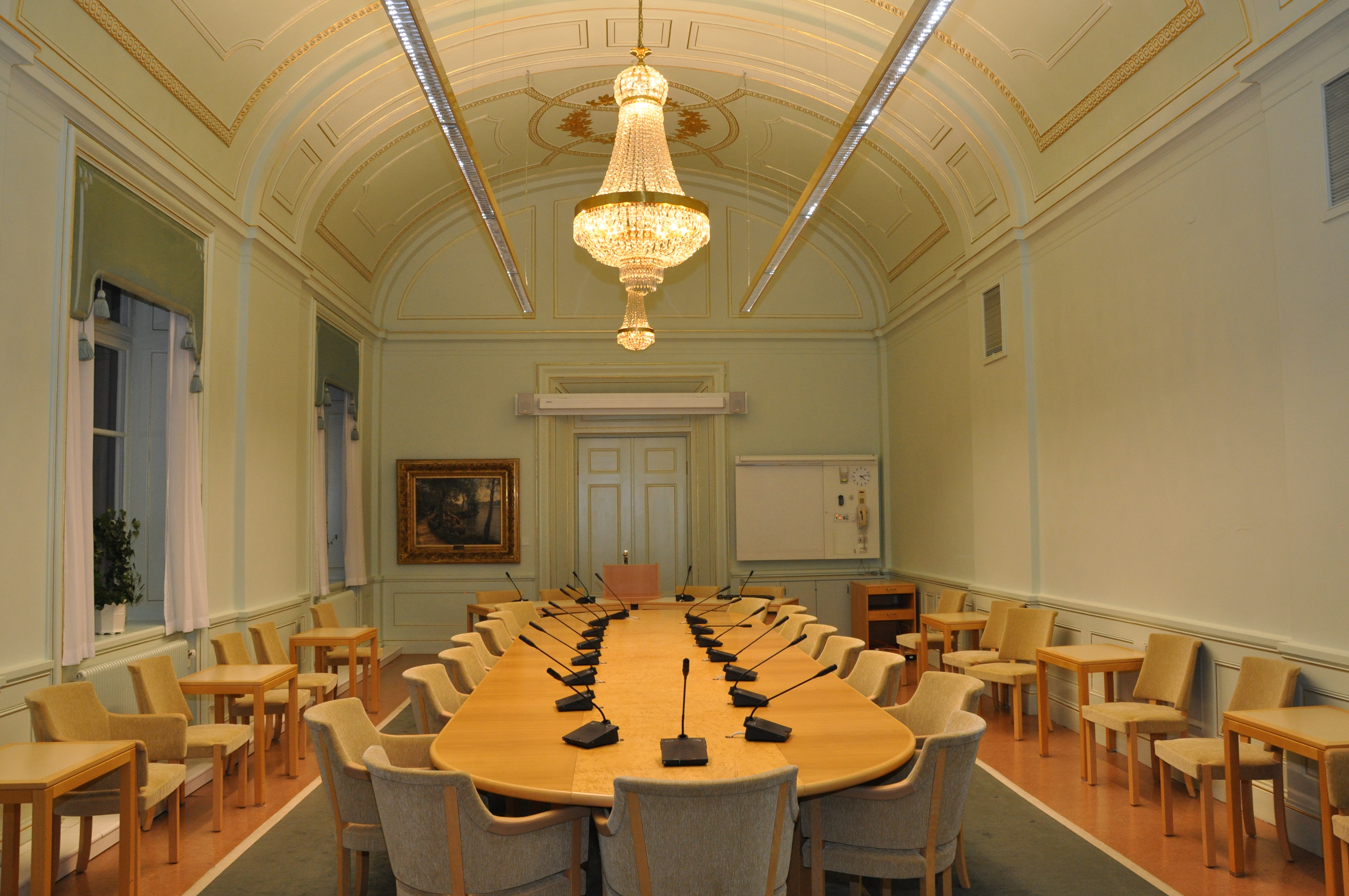
Salle de réunion.